# Ngân hàng Tiết kiệm Chính phủ (Thái Lan)
Ngân hàng Tiết kiệm Chính phủ (GSB) (tiếng Thái: ธนาคารออมสิน) là một ngân hàng quốc doanh của Thái Lan có trụ sở tại Quận Phaya Thai, Bangkok. Ngân hàng đã tổ chức kỉ niệm lần thứ 102 vào ngày 1 tháng 4 năm 2015. Mã Swift của GSB là GSBATHBK.

## Lịch sử
Vua Vajiravudh (Rama VI) đã giới thiệu một phương tiện tiết kiệm tiền tại Thái Lan vào năm 1913. Mục đích của ông là giới thiệu cho người Thái các dịch vụ ngân hàng và thúc đẩy thói quen gửi tiết kiệm và dành dụm. Vua Vajiravudh đã ban hành một đạo lực, bắt đầu có hiệu lực vào ngày 1 tháng 4 năm 1913, chính thức thành lập một "Văn phòng Tiết kiệm" và bắt đầu hoạt động dưới trướng Kho bạc Hoàng gia.
Năm 1929, trong thời kì kinh tế đang có chiều hướng đi xuống, Vua Rama VII cho phép chuyển khoản ngân hàng đến Cục Bưu điện và Điện báo của Bộ Thương mại và Giao thông vận tải để thuận tiện hơn cho công dân. Ngân hàng thành lập thêm các loại hình mới như tiết kiệm du lịch, tiết kiệm tích lũy vốn và tiết kiệm tiền gửi nhà. Tính đến cuối năm 1936, có tổng cộng có 104 chi nhánh của Ngân hàng Tiết kiệm của Chính phủ trên toàn quốc. Sau Chiến tranh thế giới lần thứ II, chính phủ nhận ra được lợi ích của việc tiết kiệm cũng như vai trò của Văn phòng tiết kiệm trong quá trình phát triển kinh tế, đã chuyển đổi nó thành nhân cách pháp lý, được điều hành độc lập dưới sự giám sát của một ban giám đốc do Bộ trưởng Bộ Tài chính chỉ định theo quy định của Đạo luật Ngân hàng Tiết kiệm của Chính phủ B.E. 2489 (1946). Văn phòng đã được đổi tên thành Ngân hàng Tiết kiệm Chính phủ (GSB), có hiệu lực từ ngày 1 tháng 4 năm 1947.
GSB hiện là một nhân cách pháp lý và doanh nghiệp nhà nước hoạt động như một tổ chức tài chính được chính phủ bảo lãnh dưới sự giám sát của Bộ Tài chính. GSB hoạt động với 1,141 chi nhánh trên khắp đất nước.

## Hiệu suất
Ngân hàng sở hữu tổng tài sản là 2.259.016 triệu baht tính đến ngày 31 tháng 12 năm 2014, xếp thứ 4 trong ngành ngân hàng Thái Lan. Lợi nhuận ròng đã đạt 22.231 triệu baht, tăng 322 triệu baht hay 1,5% so với năm trước.:50